# Gouvernement Scelba
République italienne
Fanfani I Segni I
Le gouvernement Scelba (en italien : Governo Scelba) est le gouvernement de la République italienne entre le 10 février 1954 et le 6 juillet 1955, durant la IIe législature du Parlement.

## Historique
Après avoir participé à la chute du Gouvernement Pella avec Alcide De Gasperi, et l'éphémère Gouvernement Fanfani I, Scelba forme un gouvernement unissant la DC, le PSDI, qui prend la vice-présidence du Conseil (Saragat) et le ministère des Finances (Roberto Tremelloni) et le PLI, avec le soutien du PRI. 
Scelba poursuit les réformes économiques et sociales initiées durant la Ire législature et une politique atlantiste et européiste à l'international. Il abroge la loi électorale de 1953, dite « loi escroquerie » et exclut en août 1954 la Confindustria des entreprises contrôlées par l'État. Il obtient la restitution de Trieste.
Il reprend la répression des communistes qu'il avait initié comme ministre de l'Intérieur de De Gasperi, en limitant les aides aux artistes communistes, en contrôlant les recrutements à la télévision, dans la fonction publique et l'enseignement, en affaiblissant la présence de la CGIL dans les entreprises, obtenant le soutien des partis laïcs et contentant l'ambassadrice américaine Clare Boothe Luce.
Alors que les néofascistes attaquent physiquement les communistes et les syndicats, Scelba est fragilisé par la démission du ministre des Affaires étrangères Attilio Piccioni, à cause des soupçons impliquant son fils dans la mort de Wilma Montesi, puis par l'opposition du PRI et du PLI à l'accord sur les contrats agraires. L'élection surprise de Giovanni Gronchi à la présidence de la République contre le candidat de l'appareil fanfanien, la victoire de la DC et du PSI aux Élections régionales de 1955 en Sicile, et le début de la coexistence pacifique pousse la coalition du centre à démissionner, le 22 juin.

## Composition
Composition du gouvernement : 
- Démocratie chrétienne
- Parti social-démocrate italien
- Parti libéral italien

### Président du conseil des ministres
Mario Scelba